# ダウマンタス (プスコフ公)

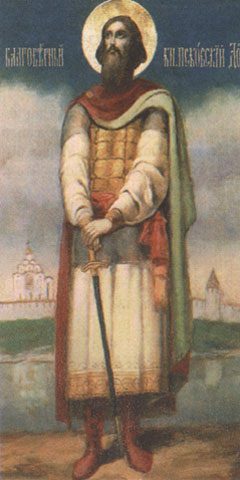
聖ダウマンタス。

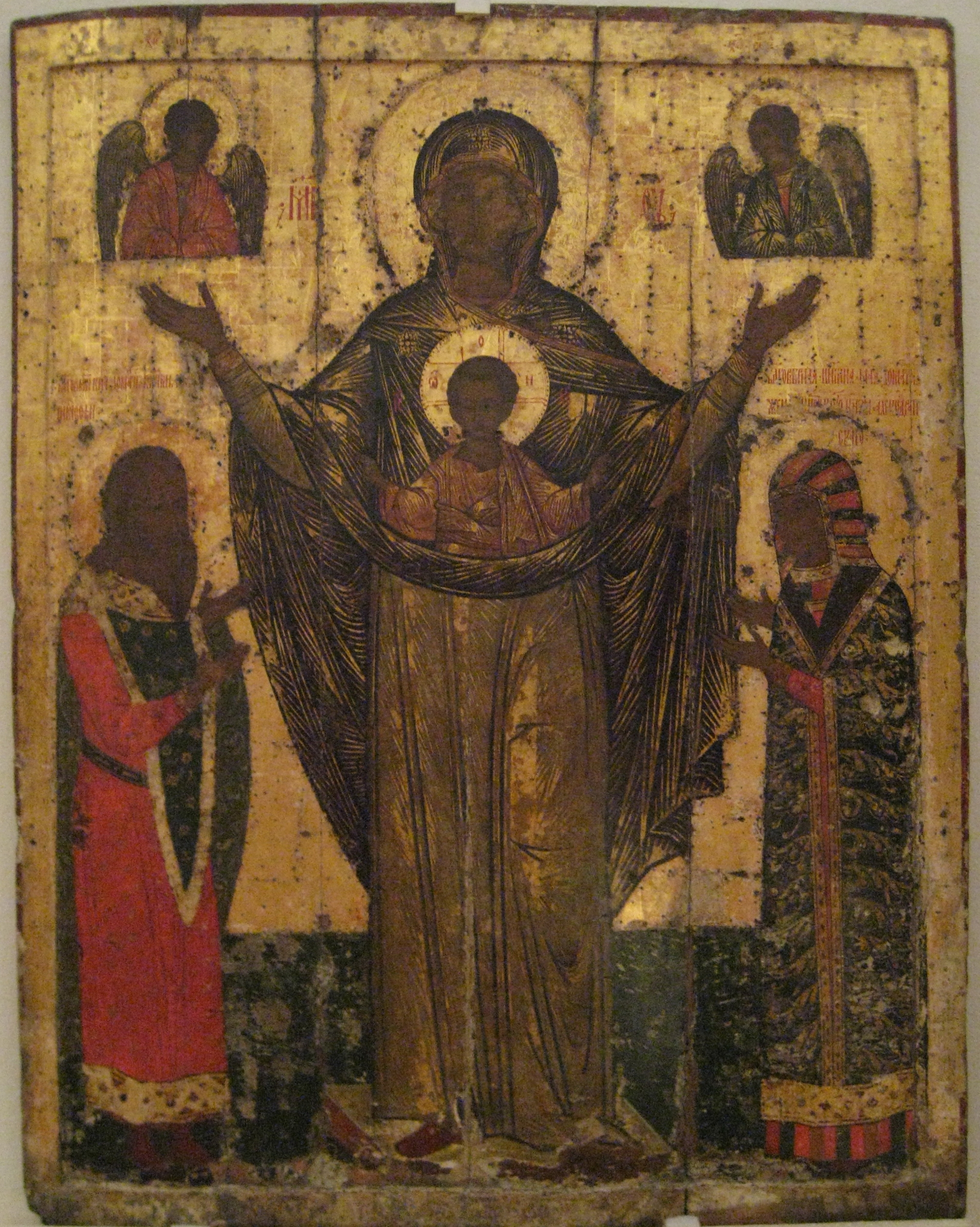
聖母を挟んだ聖ダウマンタスとその妻マリア。

ダウマンタス（リトアニア語: Daumantas）、後のドヴモント（ロシア語: Довмонт、ベラルーシ語: Даўмонт）、洗礼名ティモフェイ（ロシア語: Тимофей、1240年頃 – 1299年5月17日）は1266年から1299年までの間、プスコフ共和国の軍事指導者（en:kniaz）を務めたリトアニアの諸侯である。ダウマンタスが在位中のプスコフは事実上 、ノヴゴロドから独立していた。

## リトアニアにて
1265年までダウマンタスは、リトアニア大公とリトアニア大公国北部のナルシェの公を兼任するミンダウガスの同盟者であり、ミンダウガスの妻とダウマンタスの妻は姉妹であった。このような義兄弟の関係にもかかわらず、ダウマンタスはミンダウガスの甥でジェマイティヤの公であったトレニオタとの関係を深める。トレニオタは、ドイツ騎士団やリヴォニア騎士団に対する全バルト人の反乱の扇動を試みつつ、王国内で堅実に自身の力を伸ばしていった。
1263年にトレニオタはミンダウガスをその2人の息子とともに暗殺した。この事件はトレニオタとダウマンタスの共謀であると考えられている。結果、リトアニアはその後120年に及ぶ異教信仰に戻ることになった。いくつかのルーシの年代記は、2人のミンダウガス暗殺の動機について、トレニオタの権力欲と、1262年に王妃のモルタが死去した後にミンダウガスがダウマンタスの妻であったモルタの姉妹を強奪したことに対するダウマンタスの復讐心と伝える。ミンダウガスが大軍をブリャンスクに向けて派遣した時にダウマンタスは遠征軍に参加したが、すぐに帰国してミンダウガスをその2人の息子とともに殺した。
『ブィホヴィエツ年代記』（後年に書かれ、信憑性に疑問がある資料）によるとダウマンタスは暗殺の報酬としてウテナ公の称号を得たとある。
ミンダウガスの長男であるヴァイシュヴィルガスはハールィチ・ヴォルィーニ大公国のシュヴァルナスと同盟したことにより、1264年にトレニオタを殺すことで父の仇討ちを果たし、ダウマンタスとその仲間はプスコフに逃れた。

## プスコフの統治者として

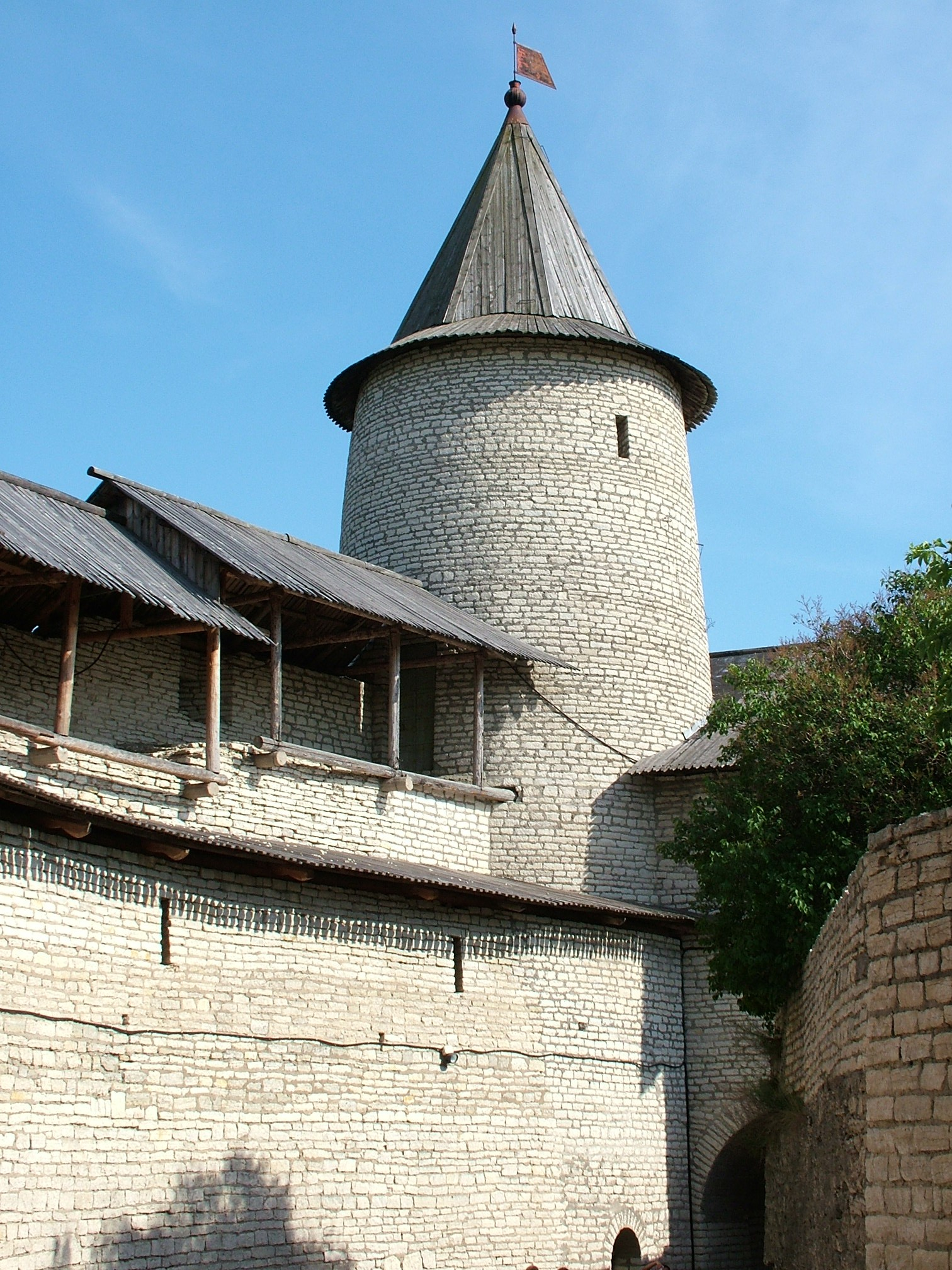
プスコフ のクレムリの中世の塔。

ダウマンタスはプスコフ到着後に東方正教会の洗礼を受けて（キリスト教名はティモセウス、ルーシ語でティモフェイ）、アレクサンドル・ネフスキーの息子ドミトリーの娘と結婚した。リトアニアに対してプスコフ軍を率いてダウガヴァ川の土手で敵軍を撃破し、ゲルデニス公の地に侵入して破壊を行い、その2人の息子と妻を捕える。ダウマンタスの勇敢な精神、友好的な手段、軍事的事業の成功は、ダウマンタスを自分達の「公」（クニャージ）として、軍事指導者に選出することをプスコフ人に納得させるに至った。
ダウマンタスの選出は、伝統的にプスコフの内政を管轄下に置くノヴゴロド共和国に是認されなかった。ノヴゴロド公ヤロスラフはプスコフ市民の反抗に対する懲罰とダウマンタスの放逐を企てたが、ノヴゴロド市民はヤロスラフの遠征に参加することを拒絶し、翌年のダウマンタスによるリトアニア侵攻に参加さえもした。ダウマンタスは再びプスコフ軍の指揮を執り、勝利の凱歌をもたらした。
翌年、プスコフ＝ノヴゴロド同盟はリヴォニア騎士団の侵攻でより強固なものとなった。ダウマンタス指揮下のプスコフ軍はヤロスラフと義父ドミトリー率いるノヴゴロド軍に加わって1268年のヴェセンベルグの戦い（現在のラクヴェレ付近）でリヴォニア騎士団に大打撃を与えた。次の年にリヴォニア騎士団総長オットー・フォン・ルーテンベルグはプスコフ包囲の指揮を執ったが、ノヴゴロドの支援を受けたダウマンタスは反撃してルーテンベルグに負傷を負わせることで撃退に成功した。リヴォニア騎士団は幾つかの犠牲により和平を求め、プスコフとノヴゴロドへの攻撃は30年の間止んだ。

## 後年と結果

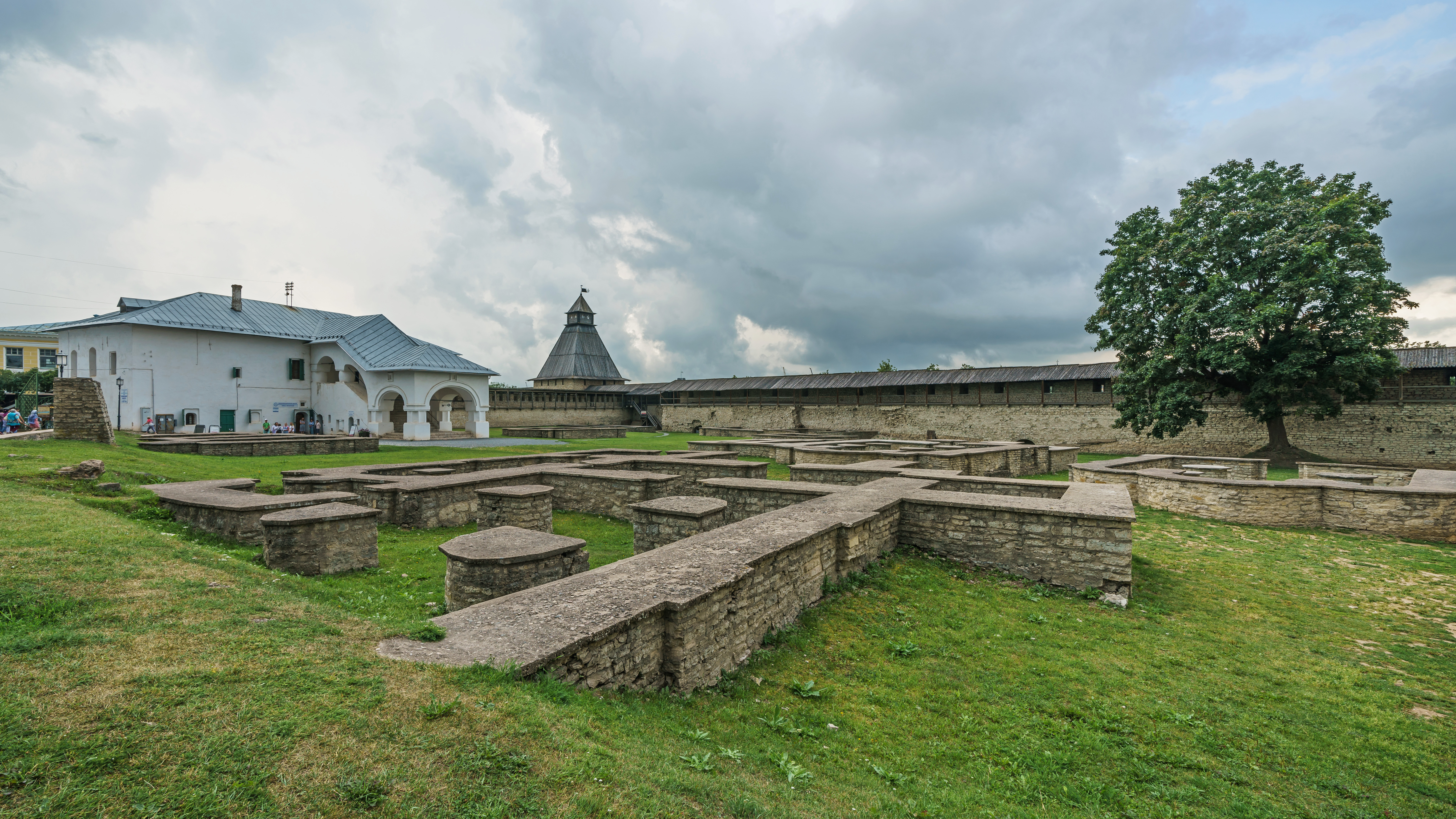
プスコフのダウマンタスの町。

1270年にヤロスラフは再びプスコフの内政に干渉して、ダウマンタスに代わる自身の傀儡を擁立しようと試みる。プスコフ人はヤロスラフの計画を放棄させるためにダウマンタスをプスコフ公の地位に留まらせ、自らの立場を強化させるためにダウマンタスはドミトリーのもう1人の娘マリアと結婚した。1282年に義父がウラジーミルからコポリエに追われるとラドガに出撃して、ノヴゴロド人からドミトリーの財産を奪還してコポリエに移送した。その後17年の間、ダウマンタスの名は年代記から姿を消す。
1299年にリヴォニア騎士団は突如北西ルーシに侵攻してプスコフを包囲した。騎士団を放逐はしたものの、ダウマンタスは不慮の病にかかって死去し、その遺体は息子と思われるダヴィド（David of Hrodna）によって保持された。ダウマンタスの遺体は至聖三者大聖堂で埋葬され、大聖堂では彼の剣と遺品が20世紀まで展示された。
『プスコフ年代記』によれば、ダヴモントほど市民に愛された統治者はおらず、市民はとりわけその軍事的才能と賢明さを褒め称えた。後にロシア正教会はダウマンタスを列聖し、ダウマンタスはプスコフ公フセヴォロド・ムスチスラヴィチと並ぶプスコフの守護聖人となった。ダウマンタスによって建設された要塞のようなプスコフの街並みは「ダヴモントの街」として知られるようになった。1574年には、教会に列聖されたダヴモント＝ティモフェイへの追悼式がプスコフで執り行われた。
1990年代にはロシアの作家セルゲイ・カルティンにより、ダウマンタスの生涯と「弱小のリトアニアの貴族」からプスコフ公への立身を書いた小説『オオカミの時』（Hour of the Wolf）が発表された。